# Christiane Desroches Noblecourt
Pour les articles homonymes, voir Desroches et Noblecourt.
Christiane Desroches Noblecourt, née Clémence Christiane Desroches le 17 novembre 1913 à Paris et morte le 23 juin 2011 à Épernay,,, est une archéologue française spécialiste en égyptologie et conservateur général du département des antiquités égyptiennes du musée du Louvre.
Elle est célèbre pour son organisation dans les années 1955-60 du sauvetage des temples de Nubie en Égypte notamment Abou Simbel, sous l'égide de l'Unesco. En 1967, elle organise à Paris l'importante exposition « Toutânkhamon et son temps » et participe en 1976 à celle de « Ramsès II ».
Christiane Desroches Noblecourt est la première femme à avoir reçu la médaille d'or du CNRS. Elle est également récipiendaire de la médaille d'argent de l'Unesco et grand-croix de la Légion d'honneur. Elle est l'autrice de nombreux ouvrages sur la civilisation égyptienne.

## Biographie

### Enfance et formation
Christiane Desroches naît dans une famille cultivée, aux idées avancées. Son père, Louis Desroches, avocat de formation, travaille dans la haute administration. Sa mère, Madeleine Lapré, a été l'une des premières femmes à obtenir une licence de lettres classiques à la Sorbonne.
Enfant, Christiane Desroches se passionne pour la découverte du tombeau de Toutânkhamon par Howard Carter en 1922.
Elle est élève au lycée Molière (Paris) où elle croise Jacqueline David, future Jacqueline de Romilly.
À la sortie du lycée, Christiane Desroches, suit des cours d’égyptologie de l’École du Louvre, de l’École pratique des hautes études (Ephe), du Collège de France et de l’Institut catholique. Elle y bénéficie de l'enseignement de Charles Boreux, Étienne Drioton, Gustave Lefebvre, Alexandre Moret et Raymond Weill.
En 1934, à 21 ans, sous la direction d'Étienne Drioton, à l'École du Louvre, elle soutient un mémoire sur «La maison et la vie domestique en Égypte» et obtient également une licence d'études égyptiennes à l'école pratique des hautes études avec son mémoire sur la « Grammaire du tombeau de Pétosiris » sous la direction de Gustave Lefebvre. Elle entre au Département des antiquités égyptiennes du musée du Louvre en 1936 comme chargée de mission,.

### Début de carrière
Première femme nommée au poste de pensionnaire de l'Institut français d'archéologie orientale, elle est également la première à diriger en 1938-1939 une fouille.
En 1937, elle est envoyée au Caire à l'Institut français d'archéologie orientale (IFAO) pour diriger des fouilles en Égypte.
Elle participe au chantier franco-polonais d’Edfou avec Kazimierz Michalowski. De 1937 à 1982, elle est professeure à l'École du Louvre (cours d'épigraphie égyptienne, puis cours d'archéologie égyptienne).

### Seconde Guerre mondiale
Pendant la Seconde Guerre mondiale, elle entre dans la Résistance et elle cache des chefs-d'œuvre égyptiens du musée du Louvre en zone libre (notamment au château de Saint-Blancard dans le Gers) pour empêcher les nazis de les récupérer.
En décembre 1940, elle est arrêtée par la Milice et brièvement emprisonnée à Moulins.

### Mariage
En 1942, elle épouse un ingénieur, André Noblecourt, et associe leurs deux noms. Un fils est issu de leur mariage.

### Suite de sa carrière professionnelle
Elle dispense également des enseignements d’épigraphie et d’archéologie égyptiennes à l’École du Louvre dès 1945.
Elle devient conservateur au musée du Louvre en 1949.

### Sauvetage des monuments de Nubie

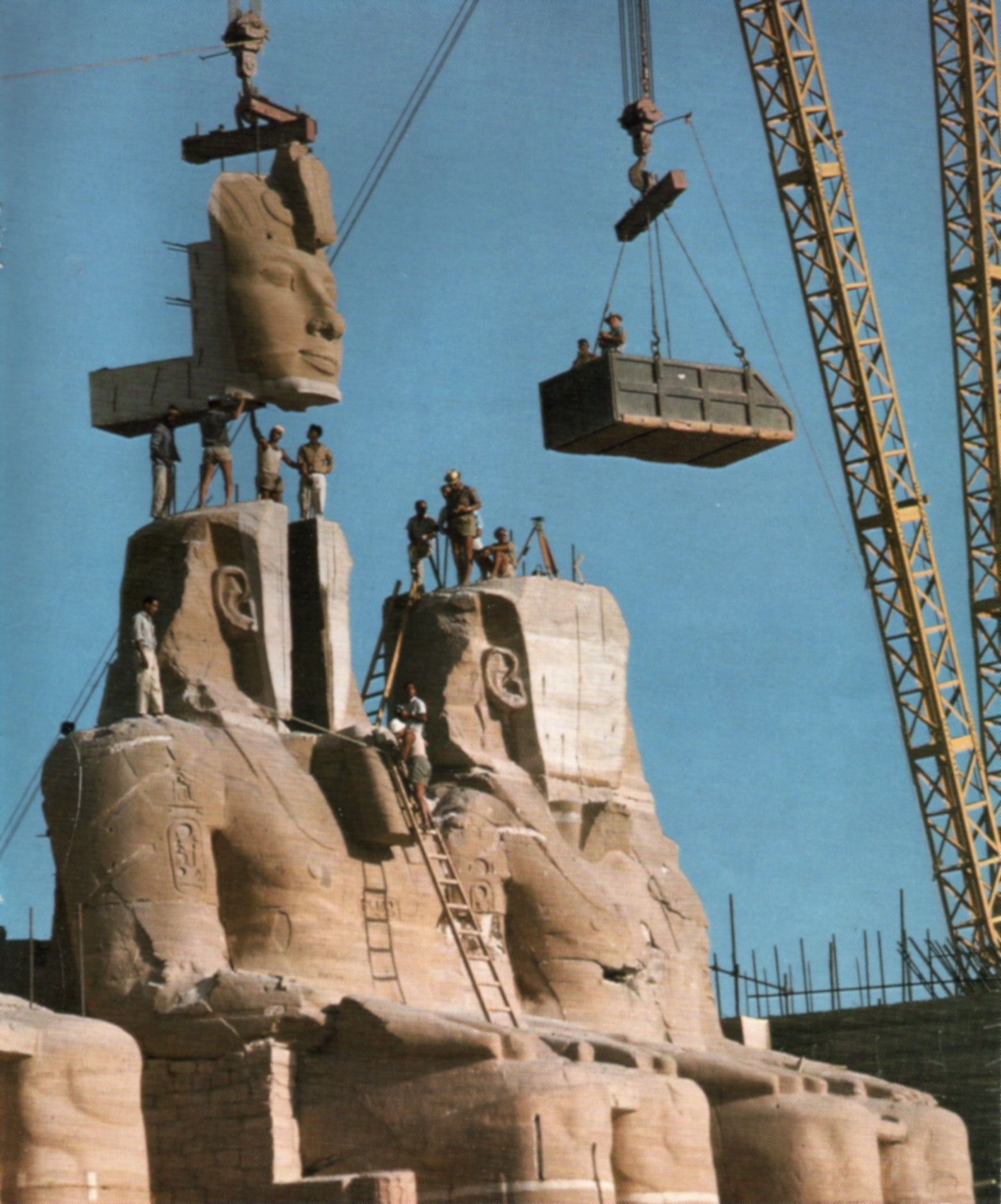
Scène de remontage des colosses de la façade du grand temple d'Abou Simbel lors du sauvetage des deux temples en 1967. Photographie de Per-Olow Anderson.

En 1954, elle devient chef de la mission archéologique de l'UNESCO auprès du gouvernement égyptien. Sous son égide, elle fonde en 1955 le Centre d’Études et de Documentation sur l’Ancienne Égypte (CEDAE). Elle participe au sauvetage des temples de Nubie menacés d’engloutissement par les eaux du Nil lors de la construction du nouveau barrage d’Assouan en 1954,.
La construction en 1954 en Égypte du nouveau barrage d'Assouan menace les temples antiques. Le premier barrage, inauguré en 1902, dont la capacité d’un milliard de mètres cubes s'était avérée insuffisante, avait été rehaussé en 1912, puis en 1934. Pierre Loti s’en était ému : 

« la plupart des temples antiques de la Nubie seront aussi dans l’eau […] Mais cela permettra de faire de si productives plantations de coton ! »

La capacité du barrage ne suffisant pas aux besoins d’une population toujours plus nombreuse, le gouvernement dirigé par Gamal Abdel Nasser décide en 1954 d’édifier un barrage d’une capacité de 157 milliards de mètres cubes, créant un réservoir long de 500 kilomètres et qui recouvrira même des terres au Soudan.
Elle fonde en 1955 le Centre d’Études et de Documentation sur l’Ancienne Égypte (CEDAE).
Cette fois, ces monuments allaient purement et simplement être engloutis et perdus à tout jamais, parmi lesquels les temples d'Abou Simbel. L’Unesco demande aussitôt à Christiane Desroches Noblecourt, conservateur des Antiquités égyptiennes du Louvre, d’établir un inventaire de tous les monuments menacés. En second, il faudra trouver les fonds nécessaires à une aussi colossale entreprise.
Le 8 mars 1960, Christiane Desroches Noblecourt, en compagnie de Sarwat Okasha, ministre égyptien de la Culture, lance un appel solennel à la solidarité mondiale depuis la tribune de l’UNESCO. En plus des quatorze temples qu’il faut déplacer, il s’agit de procéder à des fouilles de toute urgence, sur des sites qui seront recouverts par des dizaines de mètres d’eau et qui n’ont été que très peu étudiés en détail.
André Malraux, alors ministre d’État chargé des Affaires culturelles, intervient rapidement : 

« Le pouvoir qui en fit surgir les colosses aujourd'hui menacés, les chefs-d'œuvre du Musée du Caire, nous parle d'une voix aussi haute que celle des maîtres de Chartres, que celle de Rembrandt.(...)
Votre appel n'appartient pas à l'histoire de l'esprit parce qu'il vous faut sauver les temples de Nubie, mais parce qu'avec lui, la première civilisation mondiale revendique publiquement l’art mondial comme son indivisible héritage.(...)
Il n'est qu'un acte sur lequel ne prévalent ni l'indifférence des constellations ni le murmure éternel des fleuves : c'est l'acte par lequel l'homme arrache quelque chose à la mort. »

— « Pour sauver les monuments de Haute-Égypte », Oraisons funèbres, Œuvres complètes, Gallimard, Bibliothèque de la Pléiade, t. III, p. 927, 928 et 929.
En pleine guerre froide, cinquante pays vont contribuer à sauver ces monuments qu’on classe au patrimoine de l’humanité, car ils font partie de l’héritage de toutes les nations. Philæ, Kalabchah, Ouadi es-Seboua, Dakka, Derr et d'autres sites sont déplacés, dont les plus médiatiques sont les temples d'Abou Simbel ainsi que le temple d'Amon d'Amada.
Le temple d'Amon est un cas plus délicat à cause des reliefs miniatures, peints sur un enduit fragile. Le découper en blocs est irréalisable, car les peintures n’auraient pas résisté. Voyant que tous acceptent l'idée de voir ce temple englouti par les eaux limoneuses du lac Nasser, Christiane Desroches Noblecourt s’écrie : « La France prendra en charge le temple d'Amada ! ».
Elle demande à deux architectes de lui proposer une méthode pour déplacer le temple en un seul bloc. Ceux-ci pensent qu’il faut mettre le temple en précontrainte, le déposer sur des rails, le transporter par piston à quelques kilomètres de là, en un lieu plus haut de soixante mètres. Avoir une idée est une chose, s'en donner les moyens en est une autre.
À cet effet, Christiane Desroches Noblecourt demande une entrevue avec le général de Gaulle, qui ignore l'engagement qu’a pris l'égyptologue au nom de son pays. Lorsqu'il l'apprend, il se raidit : « Comment avez-vous pu, madame, engager la France ainsi, sans en référer à qui de droit ? ».
Décontenancée, le conservateur ne trouve son salut que dans l’attaque : « Mais, Général, dans mon humble domaine, je n'ai fait que m'inspirer de votre action. N'avez-vous pas, un jour, fait cette déclaration sublime dont nos cœurs gardent encore l'écho :  « La France a perdu une bataille, elle n'a pas perdu la guerre » ? Aviez-vous pris, à cette époque, le temps de consulter le gouvernement ? ». Dans un sourire, le général passa outre, sachant par ailleurs que les fonds nécessaires étaient réunis grâce à de nombreux appuis. Ainsi, le temple d’Amada sera sauvé par la France, comme le conservateur du département égyptien du Louvre s’y était engagée.
Après le départ de Jacques Vandier en 1974, elle devient conservateur en chef du département des Antiquités égyptiennes du Louvre.
En 1984, grâce à la donation de Germaine Ford de Maria et assistée de Christian Leblanc, Christiane Desroches Noblecourt déblaye la vallée des Reines. Plus de cent sépultures sont enregistrées et explorées.
En 1998, elle fait placer un pyramidion sur l'obélisque de Louxor de la place de la Concorde à Paris.

### Décès
Elle meurt en 2011 à Épernay à l'âge de 97 ans.
Elle est inhumée au cimetière de Mondement-Montgivroux dans la Marne.

## Publications
- Le Style égyptien, Larousse, coll. « Arts, Styles et Techniques », 1940.
- L'Art égyptien au Musée du Louvre, Paris, Librairie Floury, 1941.
- Avec K. Michalowski, Tell-Edfou 1939. Fouilles franco-polonaises, III, IFAO, Le Caire, 1950.
- L'Art égyptien, PUF, 1962 ;
- Toutânkhamon, vie et mort d'un pharaon, 1963.
- Peintures des tombeaux et des temples égyptiens, Paris, Flammarion, coll. « Le Grand art en livre de poche », 1962.
- Vie et mort d'un pharaon, Toutânkhamon, Paris, Hachette, 1963 (réimpr. 1976).
- Dieux et temples de Dakke en Nubie perdue, coll. « Archéologia no 1 », novembre - décembre 1964.
- Toutânkhamon et son temps, Petit Palais, Paris, Paris, Réunion des Musées Nationaux, coll. « Archéologia no 15 », 1967.
- Avec C. Kuentz, Le Petit temple d'Abou Simbel  (2 vol.), Le Caire, 1968;
- Avec M. Neslon et Chr. Leblanc, Ramsès II le Grand, Exposition au Grand Palais, Paris, Presses artistiques, coll. « Archéologia = no 95 », juin 1976;
- Avec Cyril Aldred, Jean-Philippe Lauer, Jean Leclant et Jean Vercoutter, Le Temps des pyramides, Paris, Gallimard, coll. « L'univers des formes », 1978 (ISBN 978-2-07010-930-2).
- Avec C. Aldred, P. Barguet, J. Leclant et H.W. Müller, L'Empire des conquérants, Paris, Gallimard, coll. « L'univers des formes », 1979 (ISBN 978-2-07010-969-2).
- Avec C. Aldred, François Daumas, et J. Leclant, L'Égypte du crépuscule, Paris, Gallimard, coll. « L'univers des formes », 1980 (ISBN 978-2-07010-981-4).
- Avec J. Vercoutter, Un siècle de fouilles françaises en Égypte 1880-1980, Le Caire, IFAO, 1981.
- Un siècle de fouilles françaises en Egypte, Exposition au Palais de Tokyo, Paris, coll. « Archéologia no 155 », juin 1981.
- Avec L. Balout et C. Roubet, La momie de Ramsès II, Paris, Museum national d'histoire naturelle, 1985.
- Le Grand Pharaon Ramsès II et son Temps, Montréal, Palais de la Civilisation Montréal, 1985.
- Les Zélateurs de Mandoulis et les maîtres de Ballana et de Qustul, Le Caire, IFAO, coll. « Mélanges Gamal Eddin Mokhtar », 1985.
- La Femme au temps des pharaons, Stock, 1986 et 2001, Prix Diane-Potier-Boès 1988.
- La Vallée des Reines retrouvera-t-elle sa splendeur passée ?, Paris, coll. « Archéologia no 209 », janvier 1986.
- Le Réveil des Temples de Nubie, Paris, coll. « Archéologia no 300 », avril 1990.
- La Grande Nubiade ou le parcours d'une égyptologue, Paris, Stock, 1992, 538 p. (ISBN 2-7242-7128-9). Prix Saint-Simon 1992.
- La Tombe de Nofrétari, Paris, coll. « Archéologia no 291 », 1993.
- Le Zodiaque de pharaon, coll. « Archéologia no 292 », juillet-août 1993.
- À propos de la nouvelle tombe de la Vallée des Rois, Paris, coll. « Archéologia no 314 », 1995, p. 4-6.
- Amours et fureurs de la lointaine, Stock, 1995.
- Ramsès II, la jeunesse d'un prince surdoué, Paris, coll. « Archéologia no 329 », décembre 1996.
- Ramsès II, la Véritable histoire [détail des éditions].
- Toutânkhamon, Pygmalion, 1999.
- Le Secret des temples de la Nubie, Stock, 1999.
- Parlons de Ramsès, Paris, coll. « Archéologia no 354 », mars 1999.
- La Reine mystérieuse, Paris, Pygmalion, 2002, 501 p. (ISBN 2-70287-078-3).
- Sous le regard des dieux, Albin Michel, 2003.
- Lorsque la nature parlait aux Égyptiens, Éditions Philippe Rey, 2003 (ISBN 978-2-84876-004-9)
- Symboles de l'Égypte, Desclée de Brouwer, 2004.
- Le Fabuleux héritage de l'Égypte, Télémaque, 2004.
- Le Secret des découvertes, Télémaque, 2006.

## Récompenses et distinctions

### Décorations
- Grand-croix de la Légion d'honneur (décret du 30 janvier 2008[12])
- Grande officière de l'ordre national du Mérite
- Médaille de la Résistance française (11 mars 1947)[13]
- Commandeure de l'ordre des Palmes académiques
- Commandeure de l'ordre des Arts et des Lettres
- Grande officière de l'ordre de la Libération égyptien.

### Prix littéraires
- 1988 : Prix Diane-Potier-Boès pour La Femme au temps des pharaons
- 1992 : Prix Saint-Simon pour La Grande Nubiade

### Distinctions
- Grande médaille d'or de la Société d'encouragement au progrès (1991).
- Grande médaille d'argent de l'Unesco.
- Médaille d'or du CNRS (1975[14]).
- Médaille d'argent de l'Académie d'architecture.
- Médaille de vermeil de la Ville de Paris.

### Hommages
- En octobre 2011, la Ville du Mans lui rend hommage en donnant son nom à l'une de ses rues[note 6].
- Le jardin Christiane-Desroches-Noblecourt (16e arrondissement de Paris) est baptisé en son honneur en mai 2016.
- Le collège Christiane-Desroches-Noblecourt de Villeneuve-le-Roi (Val-de-Marne) est inauguré en son honneur le 1er septembre 2023, après délibération du Conseil départemental.